# Rufiji

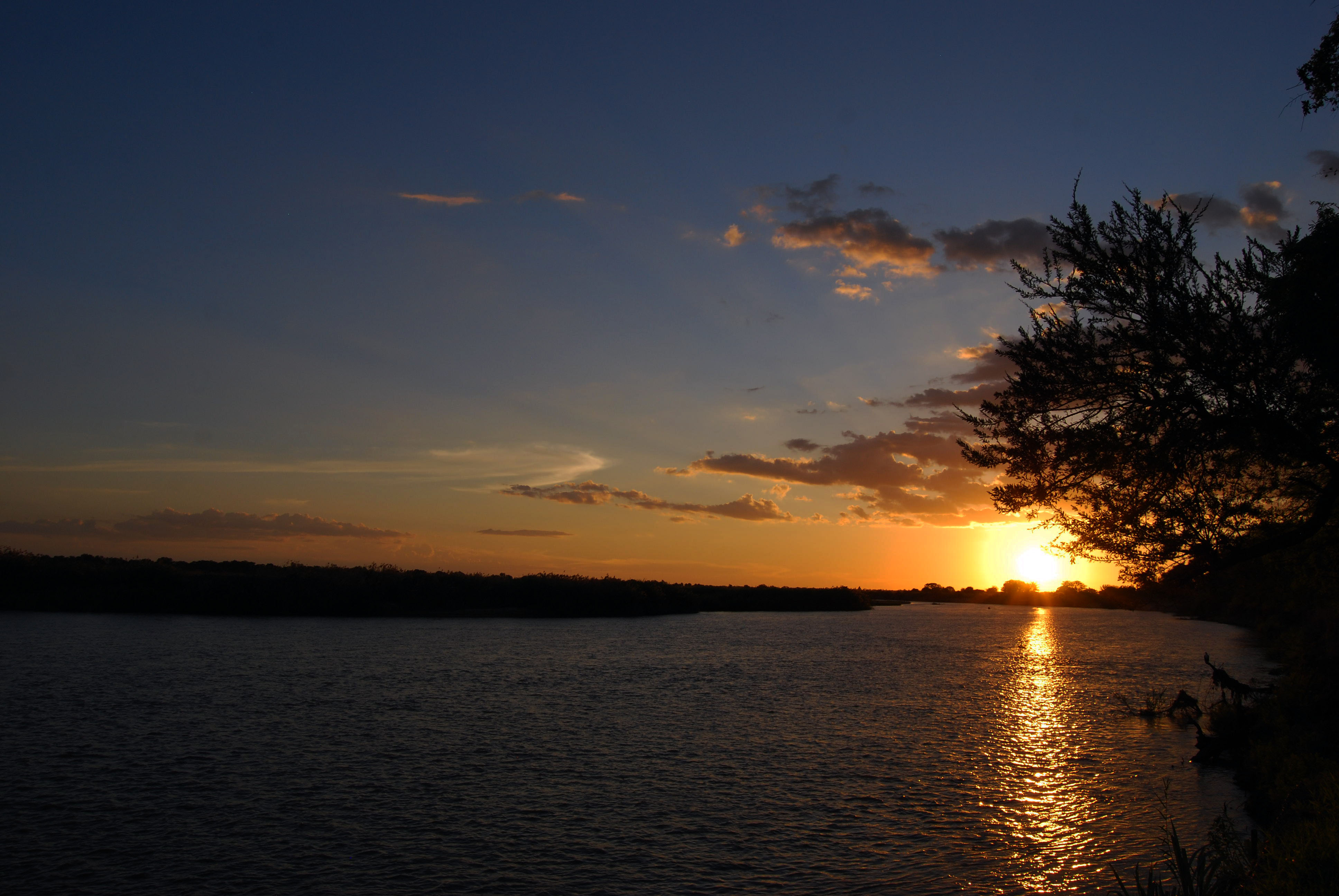
Tramonto sul fiume Rufiji

Il Rufiji è un fiume dell'Africa centrale completamente compreso entro il territorio nazionale della Tanzania. Il fiume è formato dalla confluenza dei fiumi Kilombero e Luwegu. Ha una lunghezza di circa 600 km, e le fonti si trovano nella parte sud occidentale della Tanzania. Sfocia nell'Oceano Indiano in un punto compreso tra Canale di Mafia e l'isola di Mafia. Il suo principale affluente è il Great Ruaha. 
Il Rufiji è localizzato circa 200 km a sud di Dar-es-Salaam. Si presenta navigabile per circa 100 km. Il delta del fiume presenta tra le maggiori foreste di mangrovie.